# Spirit Racing

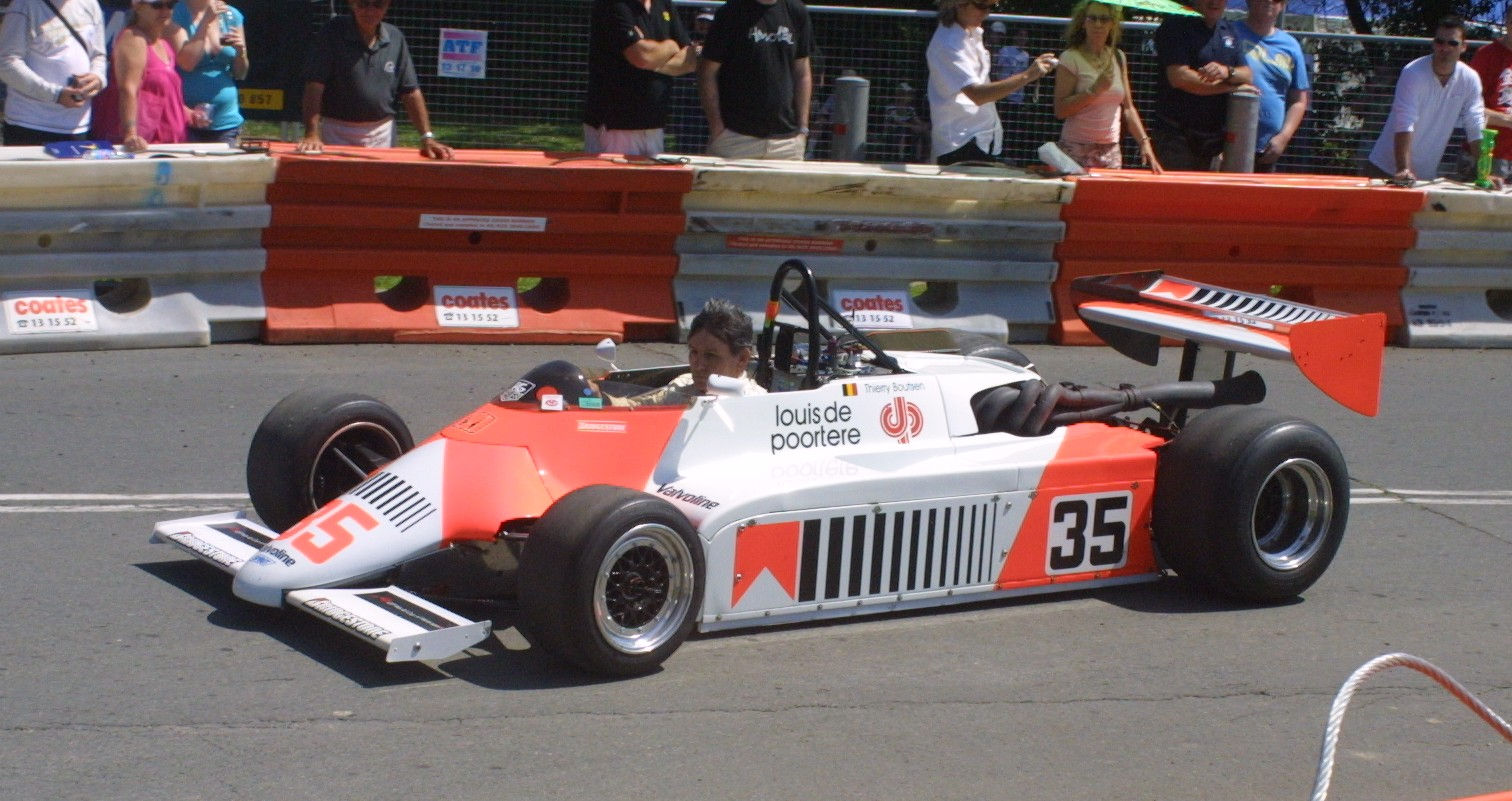
Spirit 201

Spirit – zespół wyścigowy startujący w Formule 1 w latach 1983–1985.

## Historia

### Formuła 2
Spirit został założony w 1981 roku przez Gordona Coppucka i Johna Wickhama. W sezonie 1982 zespół wystartował w Europejskiej Formule 2 z samochodem Spirit 201 zasilanym przez 2-litrowy silnik Hondy w układzie V6. Kierowcami zostali Thierry Boutsen oraz Stefan Johansson. W pierwszym wyścigu sezonu na torze Silverstone Johansson zdobył pole position, a w czwartej rundzie na Nürburgringu Boutsen odniósł pierwsze dla zespołu zwycięstwo. W debiutanckim sezonie Spirit zwyciężył łącznie w trzech wyścigach (wszystkie zwycięstwa odniósł Boutsen) i zdobył osiem pierwszych miejsc startowych (w trzynastu wyścigach). Boutsen w klasyfikacji generalnej zajął trzecie miejsce, natomiast Johansson – ósme. W kolejnym sezonie zespół (startujący pod nazwą Emco Sports) korzystał z silników BMW i zdołał zwyciężyć tylko w jednym wyścigu (Jo Gartner w Pau). W roku 1983 Spirit wystartował w czterech z jedenastu rund, jednak żadnej nie ukończył.

### Formuła 1
W sezonie 1983 zespół zadebiutował w Formule 1, wystawiając zmodyfikowany bolid z Formuły 2 – Spirit 201C do GP Wielkiej Brytanii. Samochód zasilany był przez półtoralitrowy, turbodoładowany silnik Hondy (był to debiut tej jednostki napędowej). Kierowcą został Stefan Johansson, a jego najlepszym rezultatem było 7. miejsce (niepunktowane według ówczesnych przepisów) podczas
GP Holandii.
Na kolejny sezon zespół przygotował swój pierwszy bolid w pełni zaprojektowany do rywalizacji w Formule 1 – Spirit 101, jednak Honda zerwała umowę na dostawę silników, podejmując współpracę z Williamsem. Spirit został zmuszony do korzystania ze słabszych, czterocylindrowych silników firmy Hart (podczas rundy w Detroit korzystano z silnika Ford Cosworth DFV V8). Zespół wziął udział we wszystkich szesnastu eliminacjach sezonu, jednak ośmiu z nich nie ukończył, do dwóch się nie zakwalifikował, a pozostałe kończył na ogół na końcu stawki.
W 1985 roku, pomimo problemów z funduszami, Spirit zdołał przygotować zmodyfikowany bolid 101D, ponownie z silnikiem Hart, jednak po nieukończeniu trzech pierwszych wyścigów sezonu zespół podjął decyzję o przerwaniu startów w Formule 1. Kontrakt z firmą Pirelli został sprzedany zespołowi Toleman, który nie mógł rozpocząć startów w sezonie 1985 z powodu braku dostawcy opon.